# اوا کولاشینسکا
اِوا کولاشینسکا (لهستانی: Ewa Kolasińska؛ زادهٔ ۱۳ ژوئیه ۱۹۵۱) بازیگر اهل لهستان است.
از فیلم‌ها یا مجموعه‌های تلویزیونی که وی در آن‌ها نقش داشته‌است، می‌توان به هنگام تاریکی، گوش آقای رئیس، رفتارشناس، بلفر، کمیسر آلکس، پدر متیو، مایکا، پرستار کودک، ماگدا ام.، در خوشی و سختی، با گذشت روزها، از پس سال‌ها…، دیگر هرگز برف نخواهد آمد، قیافه، بدن، والسا: مرد امید، فهرست شیندلر و هفته مقدس اشاره نمود.